# Majlinda Kelmendi
Majlinda Kelmendi, född 9 mars 1991 i Peja i f.d. Jugoslavien, nuvarande Kosovo, är en före detta kosovoalbansk judoutövare.
Hon tog OS-guld i damernas lättvikt i samband med de olympiska judotävlingarna 2016 i Rio de Janeiro. Hon blev den första kosovoalbanska idrottaren att vinna en medalj i de olympiska spelen. Vid olympiska sommarspelen 2020 i Tokyo blev hon utslagen av Réka Pupp i den första omgången i halv lättvikt.